# Джордан (тауншип, Миннесота)
Джордан (англ. Jordan) — тауншип в округе Филмор, Миннесота, США. На 2000 год его население составило 412 человек.

## География
По данным Бюро переписи населения США площадь тауншипа составляет 93,2 км², из которых 93,2 км² занимает суша, водоёмов нет.

## Демография
По данным переписи населения 2000 года здесь находились 412 человек, 142 домохозяйства и 112 семей.  Плотность населения —  4,4 чел./км².  На территории тауншипа расположено 155 построек со средней плотностью 1,7 построек на один квадратный километр. Расовый состав населения: 96,60 % белых, 1,70 % афроамериканцев и 1,70 % приходится на две или более других рас. Испанцы или латиноамериканцы любой расы составляли 0,24 % от популяции тауншипа.
Из 142 домохозяйств в 39,4 % воспитывались дети до 18 лет, в 73,2 % проживали супружеские пары, в 2,8 % проживали незамужние женщины и в 21,1 % домохозяйств проживали несемейные люди. 15,5 % домохозяйств состояли из одного человека, при том 4,9 % из — одиноких пожилых людей старше 65 лет. Средний размер домохозяйства — 2,90, а семьи — 3,29 человека.
29,1 % населения — младше 18 лет, 6,1 % — в возрасте от 18 до 24 лет, 26,5 % — от 25 до 44, 29,1 % — от 45 до 64, и 9,2 % — старше 65 лет. Средний возраст — 38 лет. На каждые 100 женщин приходилось 99,0 мужчин.  На каждые 100 женщин старше 18 приходилось 104,2 мужчин.
Средний годовой доход домохозяйства составлял 47 019 долларов, а средний годовой доход семьи —  47 917 долларов. Средний доход мужчин —  31 250  долларов, в то время как у женщин — 23 750. Доход на душу населения составил 16 843 доллара. За чертой бедности находились 5,2 % семей и 7,5 % всего населения тауншипа, из которых 8,6 % младше 18 и 14,6 % старше 65 лет.